# Strong Openweight Tag Team Championship
Strong Openweight Championship – tytuł mistrzowski dywizji tag team wrestlingu promowany przez japońską federację New Japan Pro-Wrestling (NJPW). Tytuł jest emitowany wyłącznie w amerykańskim programie NJPW: NJPW Strong. Inauguracyjnymi mistrzami byli Aussie Open (Kyle Fletcher i Mark Davis).

## Historia

### Inauguracyjny turniej
|  | Ćwierćfinały Strong: Ignition (19 czerwca)             | Ćwierćfinały Strong: Ignition (19 czerwca)             | Ćwierćfinały Strong: Ignition (19 czerwca) |                                   |                                   | Półfinały Strong: Ignition (19 czerwca) | Półfinały Strong: Ignition (19 czerwca) | Półfinały Strong: Ignition (19 czerwca) |  |  | Finał Strong: High Alert (24 lipca) | Finał Strong: High Alert (24 lipca) | Finał Strong: High Alert (24 lipca) |  |
|  |                                                        |                                                        |                                            |                                   |                                   |                                         |                                         |                                         |  |  |                                     |                                     |                                     |  |
|  | Stray Dog Army (Barrett Brown i Misterioso)            | Stray Dog Army (Barrett Brown i Misterioso)            | Pin                                        |                                   |                                   |                                         |                                         |                                         |  |  |                                     |                                     |                                     |  |
|  | Stray Dog Army (Barrett Brown i Misterioso)            | Stray Dog Army (Barrett Brown i Misterioso)            | Pin                                        |                                   |                                   |                                         |                                         |                                         |  |  |                                     |                                     |                                     |  |
|  | Midnight Heat (Eddie Pearl i Ricky Gibson)             | Midnight Heat (Eddie Pearl i Ricky Gibson)             | 8:28                                       |                                   |                                   |                                         |                                         |                                         |  |  |                                     |                                     |                                     |  |
|  | Midnight Heat (Eddie Pearl i Ricky Gibson)             | Midnight Heat (Eddie Pearl i Ricky Gibson)             | 8:28                                       |                                   | Stray Dog Army                    | Stray Dog Army                          | 7:27                                    |                                         |  |  |                                     |                                     |                                     |  |
|  |                                                        |                                                        |                                            |                                   | Stray Dog Army                    | Stray Dog Army                          | 7:27                                    |                                         |  |  |                                     |                                     |                                     |  |
|  |                                                        |                                                        | Aussie Open                                | Aussie Open                       | Pin                               |                                         |                                         |                                         |  |  |                                     |                                     |                                     |  |
|  | Aussie Open (Kyle Fletcher i Mark Davis)               | Aussie Open (Kyle Fletcher i Mark Davis)               | Aussie Open                                | Aussie Open                       | Pin                               | Pin                                     |                                         |                                         |  |  |                                     |                                     |                                     |  |
|  | Aussie Open (Kyle Fletcher i Mark Davis)               | Aussie Open (Kyle Fletcher i Mark Davis)               |                                            |                                   |                                   |                                         |                                         |                                         |  |  |                                     |                                     |                                     |  |
|  | The Dark Order (Alan Angels i Evil Uno)                | The Dark Order (Alan Angels i Evil Uno)                | 12:44                                      |                                   |                                   |                                         |                                         |                                         |  |  |                                     |                                     |                                     |  |
|  | The Dark Order (Alan Angels i Evil Uno)                | The Dark Order (Alan Angels i Evil Uno)                | 12:44                                      |                                   | Aussie Open                       | Aussie Open                             | Pin                                     |                                         |  |  |                                     |                                     |                                     |  |
|  |                                                        |                                                        |                                            |                                   |                                   |                                         |                                         |                                         |  |  |                                     |                                     |                                     |  |
|  |                                                        |                                                        | Christopher Daniels i Yuya Uemura          | Christopher Daniels i Yuya Uemura | 11:57                             |                                         |                                         |                                         |  |  |                                     |                                     |                                     |  |
|  | Christopher Daniels i Yuya Uemura                      | Christopher Daniels i Yuya Uemura                      | Christopher Daniels i Yuya Uemura          | Christopher Daniels i Yuya Uemura | 11:57                             | Pin                                     |                                         |                                         |  |  |                                     |                                     |                                     |  |
|  | Christopher Daniels i Yuya Uemura                      | Christopher Daniels i Yuya Uemura                      |                                            |                                   |                                   |                                         |                                         |                                         |  |  |                                     |                                     |                                     |  |
|  | The Factory (Aaron Solo i Nick Comoroto)               | The Factory (Aaron Solo i Nick Comoroto)               | 9:17                                       |                                   |                                   |                                         |                                         |                                         |  |  |                                     |                                     |                                     |  |
|  | The Factory (Aaron Solo i Nick Comoroto)               | The Factory (Aaron Solo i Nick Comoroto)               | 9:17                                       |                                   | Christopher Daniels i Yuya Uemura | Christopher Daniels i Yuya Uemura       | Pin                                     |                                         |  |  |                                     |                                     |                                     |  |
|  |                                                        |                                                        |                                            |                                   | Christopher Daniels i Yuya Uemura | Christopher Daniels i Yuya Uemura       | Pin                                     |                                         |  |  |                                     |                                     |                                     |  |
|  |                                                        |                                                        | TMDK                                       | TMDK                              | 10:02                             |                                         |                                         |                                         |  |  |                                     |                                     |                                     |  |
|  | West Coast Wrecking Crew (Jorel Nelson i Royce Isaacs) | West Coast Wrecking Crew (Jorel Nelson i Royce Isaacs) | TMDK                                       | TMDK                              | 10:02                             | 10:21                                   |                                         |                                         |  |  |                                     |                                     |                                     |  |
|  | West Coast Wrecking Crew (Jorel Nelson i Royce Isaacs) | West Coast Wrecking Crew (Jorel Nelson i Royce Isaacs) |                                            |                                   |                                   |                                         |                                         |                                         |  |  |                                     |                                     |                                     |  |
|  | TMDK (Mikey Nicholls i Shane Haste)                    | TMDK (Mikey Nicholls i Shane Haste)                    | Pin                                        |                                   |                                   |                                         |                                         |                                         |  |  |                                     |                                     |                                     |  |

## Panowania
| Nr        | Ogólny numer panowania                                                     |
| Panowanie | Liczba panowań konkretnego mistrza                                         |
| Dni       | Liczba dni panowania                                                       |
| Dni roz.  | Dni panowania, które są uznawane przez federację na jej oficjalnej stronie |
| Obrony    | Liczba udanych obron                                                       |
| N/A       | Nieznana informacja                                                        |
| +         | Oznacza, że liczba dni w posiadaniu wzrasta z kolejnym dniem               |

| Nr | Mistrzowie                                               | Zmiana mistrza            | Zmiana mistrza                | Zmiana mistrza    | Statystyki panowania | Statystyki panowania | Statystyki panowania | Statystyki panowania | Notka | Odn.   |
| Nr | Mistrzowie                                               | Data                      | Gala                          | Miejsce           | Panowanie            | Dni                  | Dni roz.             | Obrony               | Notka | Odn.   |
| -- | -------------------------------------------------------- | ------------------------- | ----------------------------- | ----------------- | -------------------- | -------------------- | -------------------- | -------------------- | --- | ------ |
| 1  | Aussie Open (Kyle Fletcher i Mark Davis)                 | 24 lipca 2022(dts)        | Strong: High Alert            | Charlotte, NC     | 1                    | 96                   | 76                   | 3                    | Pokonali Christophera Danielsa i Yuyę Uemurę w finale turnieju stając się inauguracyjnymi mistrzami. Wyemitowano 13 sierpnia 2022. | [ 6 ]  |
| 2  | The Motor City Machine Guns (Alex Shelley i Chris Sabin) | 28 października 2022(dts) | Rumble on 44th Street         | Nowy Jork, NY     | 1                    | 169                  | 169                  | 3                    | Był to Three-way tag team match, w którym brali również udział The DKC i Kevin Knight. | [ 7 ]  |
| 3  | Aussie Open (Kyle Fletcher i Mark Davis)                 | 15 kwietnia 2023(dts)     | Capital Collision             | Waszyngton, D.C.  | 2                    | 36                   | 36                   | 1                    | Był to Three-way tag team match, w którym brali również udział Dream Team (Hiroshi Tanahashi i Kazuchika Okada). | [ 8 ]  |
| —  | Wakat                                                    | 21 maja 2023(dts)         | Resurgence                    | Long Beach, CA    | —                    | —                    | —                    | —                    | Kyle Fletcher zwakował Strong i IWGP Tag Team Championship po tym, jak Mark Davis doznał kontuzji. | [ 9 ]  |
| 4  | Bishamon (Hirooki Goto i Yoshi-Hashi)                    | 4 czerwca 2023(dts)       | Dominion 6.4 in Osaka-jo Hall | Osaka, Japonia    | 1                    | 30                   | 30                   | 0                    | Pokonali House of Torture (Evila i Yujiro Takahashiego) oraz United Empire (Great-O-Khana i Aarona Henare) w Three-way tag team matchu o zwakowany tytuł. Walka była również o zwakowany IWGP Tag Team Championship.                                 | [ 10 ] |
| 5  | Bullet Club War Dogs (Alex Coughlin i Gabriel Kidd)      | 4 lipca 2023(dts)         | Independence Day              | Tokio, Japonia    | 1                    | 97                   | 97                   | 0                    | | [ 11 ] |
| 6  | Guerrillas of Destiny (Hikuleo i El Phantasmo)           | 9 października 2023(dts)  | Destruction in Ryōgoku        | Tokio, Japonia    | 1                    | 186                  | 186                  | 5                    | | [ 12 ] |
| 7  | TMDK (Shane Haste i Mikey Nicholls)                      | 12 kwietnia 2024(dts)     | Windy City Riot               | Chicago, Illinois | 1                    | 29                   | 29                   | 1                    | Był to Four-corners tag team match, w którym brali również udział Fred Rosser i Tom Lawlor oraz West Coast Wrecking Crew (Royce Isaacs i Jorel Nelson).                                                                                              | [ 13 ] |
| 8  | Guerrillas of Destiny (Hikuleo i El Phantasmo)           | 12 kwietnia 2024(dts)     | Resurgence                    | Ontario, CA       | 2                    | 29                   | 29                   | 0                    | | [ 14 ] |
| 9  | TMDK (Shane Haste i Mikey Nicholls)                      | 9 czerwca 2024(dts)       | Dominion 6.9 In Osaka-Jo Hall | Osaka, Japonia    | 2                    | 152                  | 152                  | 2                    | Był to Four-way tornado tag team elimination Winners Take All match, gdzie IWGP Tag Team Championship również był na szali, w którym brali również udział Guerrillas of Destiny (Hikuleo i El Phantasmo) oraz Bishamon (Hirooki Goto i Yoshi-Hashi). | [ 15 ] |
| 10 | Grizzled Young Veterans (James Drake i Zack Gibson)      | 8 listopada 2024(dts)     | Fighting Spirit Unleashed     | Lowell, MA        | 1                    | 37                   | 37                   | 1                    | | [ 16 ] |
| 11 | World Class Wrecking Crew (Jorel Nelson i Royce Isaacs)  | 15 grudnia 2024(dts)      | Strong Style Evolved          | Long Beach, CA    | 1                    | 145                  | 145                  | 2                    | | [ 17 ] |
| 12 | United Empire (TJP i Templario)                          | 9 maja 2025(dts)          | Resurgence                    | Ontario, CA       | 1                    | 50+                  | 50+                  | 1                    | | [ 18 ] |

## Łączna ilość posiadań
Na stan z 28 czerwca 2025
| † | Oznacza obecnych mistrzów |

### Drużynowo
| Miejsce | Drużyna                                                  | Liczba panowań | Liczba obron | Łączna liczba dni | Łączna liczba dni według NJPW |
| ------- | -------------------------------------------------------- | -------------- | ------------ | ----------------- | ----------------------------- |
| 1       | Guerrillas of Destiny (Hikuleo i El Phantasmo)           | 2              | 5            | 215               | 215                           |
| 2       | TMDK (Mikey Nicholls i Shane Haste)                      | 2              | 3            | 181               | 181                           |
| 3       | The Motor City Machine Guns (Alex Shelley i Chris Sabin) | 1              | 3            | 169               | 169                           |
| 4       | West Coast Wrecking Crew (Jorel Nelson i Royce Isaacs)   | 1              | 1            | 145               | 145                           |
| 5       | Aussie Open (Kyle Fletcher i Mark Davis)                 | 2              | 4            | 132               | 112                           |
| 6       | Bullet Club War Dogs (Alex Coughlin i Gabriel Kidd)      | 1              | 0            | 97                | 97                            |
| 7       | United Empire † (TJP i Templario)                        | 1              | 1            | 50+               | 50+                           |
| 8       | Grizzled Young Veterans (James Drake i Zack Gibson)      | 1              | 1            | 37                | 37                            |
| 9       | Bishamon (Hirooki Goto i Yoshi-Hashi)                    | 1              | 0            | 30                | 30                            |

### Indywidualnie
| Miejsce | Wrestler       | Liczba panowań | Liczba obron | Łączna liczba dni | Łączna liczba dni według NJPW |
| ------- | -------------- | -------------- | ------------ | ----------------- | ----------------------------- |
| 1       | Hikuleo        | 2              | 5            | 215               | 215                           |
| 1       | El Phantasmo   | 2              | 5            | 215               | 215                           |
| 3       | Mikey Nicholls | 2              | 3            | 181               | 181                           |
| 3       | Shane Haste    | 2              | 3            | 181               | 181                           |
| 5       | Alex Shelley   | 1              | 3            | 169               | 169                           |
| 5       | Chris Sabin    | 1              | 3            | 169               | 169                           |
| 7       | Jorel Nelson   | 1              | 1            | 145               | 145                           |
| 7       | Royce Isaacs   | 1              | 1            | 145               | 145                           |
| 9       | Kyle Fletcher  | 2              | 4            | 132               | 112                           |
| 9       | Mark Davis     | 2              | 4            | 132               | 112                           |
| 11      | Alex Coughlin  | 1              | 0            | 97                | 97                            |
| 11      | Gabe Kidd      | 1              | 0            | 97                | 97                            |
| 13      | TJP †          | 1              | 1            | 50+               | 50+                           |
| 13      | Templario †    | 1              | 1            | 50+               | 50+                           |
| 15      | James Drake    | 1              | 1            | 37                | 37                            |
| 15      | Zack Gibson    | 1              | 1            | 37                | 37                            |
| 17      | Hirooki Goto   | 1              | 0            | 30                | 30                            |
| 17      | Yoshi-Hashi    | 1              | 0            | 30                | 30                            |